# Wołowno (gromada)
Wołowno – dawna gromada, czyli najmniejsza jednostka podziału terytorialnego Polskiej Rzeczypospolitej Ludowej w latach 1954–1972.
Gromady, z gromadzkimi radami narodowymi (GRN) jako organami władzy najniższego stopnia na wsi, funkcjonowały od reformy reorganizującej administrację wiejską przeprowadzonej jesienią 1954 do momentu ich zniesienia z dniem 1 stycznia 1973, tym samym wypierając organizację gminną w latach 1954–1972.
Gromadę Wołowno z siedzibą GRN w Wołownie utworzono – jako jedną z 8759 gromad na obszarze Polski – w powiecie olsztyńskim w woj. olsztyńskim na mocy uchwały nr 21 WRN w Olsztynie z dnia 4 października 1954. W skład jednostki weszły obszary dotychczasowych gromad Bałąg, Godki, Stękiny, Szałstry i Wołowno ze zniesionej gminy Wrzesina w tymże powiecie. Dla gromady ustalono 9 członków gromadzkiej rady narodowej.
1 stycznia 1960 do gromady Wołowno włączono wsie Nowe Kawkowo, Stare Kawkowo, Gamerki Wielkie i Gamerki Małe oraz osadę Szatanki ze zniesionej gromady Nowe Kawkowo w tymże powiecie.
1 stycznia 1969 do gromady Wołowno włączono obszar o powierzchni 1 ha położony pomiędzy wsiami Stare Kawkowo i Kiewry z gromady Boguchwały w powiecie morąskim w tymże województwie oraz część obszaru PGR Zajączkowo (6 ha) z gromady Łukta w powiecie ostródzkim w tymże województwie.
Gromadę zniesiono 22 grudnia 1971, a jej obszar włączono do gromady Jonkowo w tymże powiecie.